# Robert Hersant
Robert Joseph Emile Hersant (* 31. Januar 1920 in Vertou (Département Loire-Atlantique); † 21. April 1996 in Neuilly-sur-Seine) war ein französischer Unternehmer, Presse-Herausgeber und Politiker. Von den 1970ern bis in die 1980er Jahre hinein übte er in Frankreich eine publizistische Vormachtstellung aus. In der politischen Debatte dort wurde seine Rolle äußerst kritisch und kontrovers diskutiert.

## Leben

### Jugend
Der Vater von Robert Hersant war Hochseekapitän. Robert besuchte das Gymnasium in Rouen und in Le Havre. Im Alter von 16 Jahren schloss er sich der sozialistischen Jugend an. Eigenen Aussagen zufolge interessierte er sich bereits in Jugendjahren für den Journalismus. Nach einem längeren Auslandsaufenthalt gab er im Alter von 18 Jahren seine erste Zeitung heraus, von der allerdings nur eine einzige Nummer erschien. „Aber der Weg war vorgezeichnet“, so Hersant über sich selbst. „Ich merkte, dass die Presse meine Berufung sein würde.“
Nach der französischen Kapitulation 1940 reiste er nach Paris, wechselte die politische Seite und profitierte von der neuen Ordnung. Er wurde ein führendes Mitglied der Jeune Front (Junge Front), einer faschistischen Jugendorganisation. Deren Zeitung, Au Pilori (Am Pranger), war berüchtigt für antisemitische Hassparolen. Im September 1940 wurde er wegen Betruges zum Nachteil jüdischer Geschäftsleute angezeigt. 1942 gründete er eine eigene Zeitung, Organe des jeunes du Maréchal (Organ der Jugend des Marschalls). 1943 wurde er erneut angezeigt wegen Betrugs, Vertrauensmissbrauchs, und Verstoßes gegen die Gesetze und Verordnungen zur Rationierung von Lebensmitteln, und saß deshalb einen Monat im Gefängnis von Rouen ein. 1945, nach der Befreiung Frankreichs, kandidierte er für die Kommunalwahlen in Paris. 1947 wurde er zu 10 Jahren der indignité nationale verurteilt, jedoch 1953 im Zuge einer allgemeinen Amnestie begnadigt.

### Aufstieg als Unternehmer
Im selben Jahr wurde er Bürgermeister der Gemeinde Ravenel im Département Oise. Als Kandidat des linksliberalen Front républicain, damals unter der Leitung von Pierre Mendès France und François Mitterrand, wurde er nach einer lautstarken Wahlkampagne, in die er die Schauspielstars Martine Carol und Luis Mariano einspannte, zum Abgeordneten gewählt. Am 18. April 1956 wurde seine Wahl für ungültig erklärt, nachdem der unabhängige Abgeordnete Jean Legendre der Nationalversammlung seine Recherchen zu Hersants Biografie während des Zweiten Weltkriegs präsentiert hatte.
Im gleichen Jahr erlebte er seine ersten größeren publizistischen Erfolge. Das Auto-journal, an dessen Spitze er seit 1950 stand, war wirtschaftlich erfolgreich, desgleichen die regionale Tageszeitung Oise-Matin, die er seit 1952 leitete. 1960 gründete er die Gruppe Centre-presse, 1963, gegen den Widerstand von General de Gaulle, France-Antilles. 1968 kaufte er die sozialistische regionale Tageszeitung Nord-Matin. 1972 gelang ihm, nach einer verbittert geführten Kampagne, der Aufkauf eines Symbolobjekts der Résistance, der Zeitung Paris-Normandie, aus der er nach und nach die Anteilsinhaber, in der Mehrzahl ehemalige Mitglieder der Résistance, herausgekauft hatte. In der Öffentlichkeit wurde diese Aktion als persönliche Racheaktion Hersants interpretiert; zur Kompensation der Demütigungen, die er in den Verfahren von 1947 und 1956 erlitten hatte.

### Der Pressezar
1975 folgte seine größte Erwerbung, der Kauf des Figaro, des publizistischen Flaggschiffs der demokratischen Rechten.
In den 1970er und 1980er Jahren folgten nach und nach weitere Aufkäufe, darunter France Soir (1976), L'Aurore (1977), Le Dauphiné Libéré (1983) und L'Union et le Progrès (1985). Wegen seiner zahlreichen Aufkäufe von Presseorganen nannte man ihn schließlich Le Papivore, den Papierfresser.
Die öffentliche Debatte zur Person und zur Rolle von Robert Hersant wurde erneut laut und kontrovers, als er auf der Liste von Simone Veil für das Europaparlament kandidierte, dem er von 1984 bis zu seinem Tod angehörte. Während die einen die faschistische Vergangenheit, die publizistische Machtkonzentration und seine politischen Richtungswechsel anprangerten, würdigte die andere Seite seine Leistungen als Unternehmer und seine unternehmerische Geradlinigkeit und Zielstrebigkeit. Simone Veil antwortete auf die öffentliche Kritik, dass es in der persönlichen Umgebung von François Mitterrand Personen gebe, die schlimmere Dinge getan hätten als Hersant.
Das Verhältnis zwischen Mitterrand selbst und Hersant war von distanziertem gegenseitigen Respekt gekennzeichnet. 1956 hatte Mitterrand nicht dafür gestimmt, Hersants Abgeordnetenmandat zu entziehen. 1977 erschien ein ausführliches Porträt von Mitterrand im Figaro. Während seiner Präsidentschaft ging Mitterrand nicht gegen Hersants Presseimperium vor. 1986 sagte Mitterrand, in einem Interview von Le Monde, Hersant sei seiner Meinung nach ein guter Schreiber.

### Späte Jahre
In den 1980er Jahren erlitt Hersant eine Reihe schwerer persönlicher Schicksalsschläge. 1986 starb sein Vertrauter André Audinot, der ihm seit dem Tod seines Bruders Patrick als Rechte Hand bei der gesamten Geschäftsführung gedient hatte. 1987 scheiterte sein Versuch, unter Beteiligung von Silvio Berlusconi ein Fernsehimperium aufzubauen. Die Gründung des Fernsehsenders La Cinq endete in einem wirtschaftlichen Fiasko. Durch Abwerben der Publikumsstars des Senders TF1 sollte das Publikum zu La Cinq hinüber gezogen werden. Die Mehrheit dieses Publikums folgte dem Werben jedoch nicht. 1991 starb der ehemalige Kulturminister Michel d’Ornano auf der Straße vor Hersants Wohnung bei einem Verkehrsunfall, unmittelbar nach einem Besuch bei Hersant. Kurz vor Weihnachten 1992 starb unerwartet sein ältester Sohn Jacques.
Sein letztes öffentliches Interview gab er 1984. Anfang 1995 erlitt er eine schwere Herzerkrankung; danach zeigte er sich nicht mehr in der Öffentlichkeit.